# Ефремцева, Виктория Николаевна
Виктория Николаевна Ефремцева (14 июля 1970) — российская футболистка, вратарь.

## Биография
Бронзовый призёр чемпионата СССР 1990 года[уточнить].
В 1994—1995 годах играла за «Сибирячку» (Красноярск), с этим клубом стала бронзовым призёром чемпионата России 1995 года. В 1996 году вместе с группой футболисток «Сибирячки» перешла в клуб первой лиги «Марсель» (Рязань), но не смогла стать игроком основы. О выступлениях в следующие несколько сезонов сведений нет[уточнить].
В 2000-е годы выступала за московские клубы «Спартак» и «Чертаново». В составе «Спартака» в 2005 году стала финалисткой Кубка России, однако не провела в том сезоне ни одного матча.
Также выступала в мини-футболе. Бронзовый призёр чемпионата России 2006/07 в составе «Чертаново». Финалистка Кубка России 1998 и 2003 годов[уточнить].
Работала тренером в частных футбольных школах Москвы.
Окончила Московскую государственную академию физической культуры (2007).